# Valbelle
Pour les articles homonymes, voir Valbelle (homonymie).
Valbelle est une commune française, située dans le département des Alpes-de-Haute-Provence en région Provence-Alpes-Côte d'Azur.
Le nom de ses habitants est Valbellois.

## Géographie

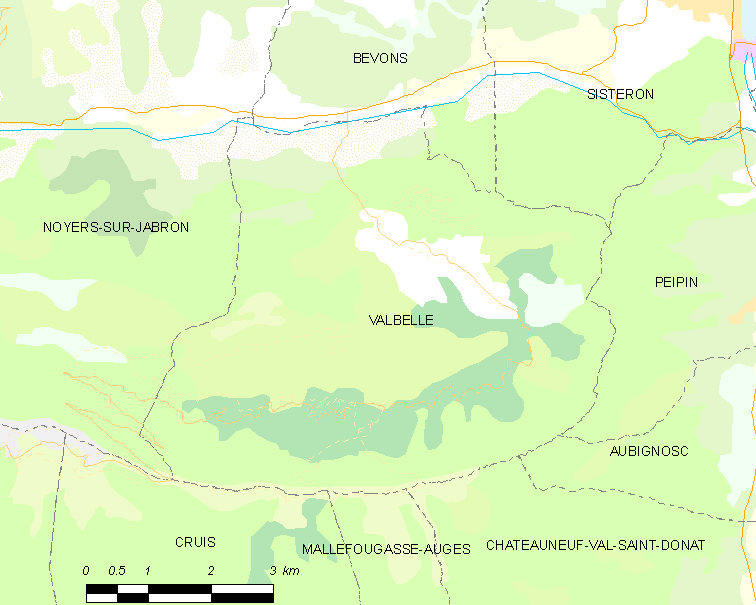
Valbelle et les communes voisines (Cliquez sur la carte pour accéder à une grande carte avec la légende).

Le village chef-lieu, Les Richaud, est situé à 560 m d’altitude.

### Géologie

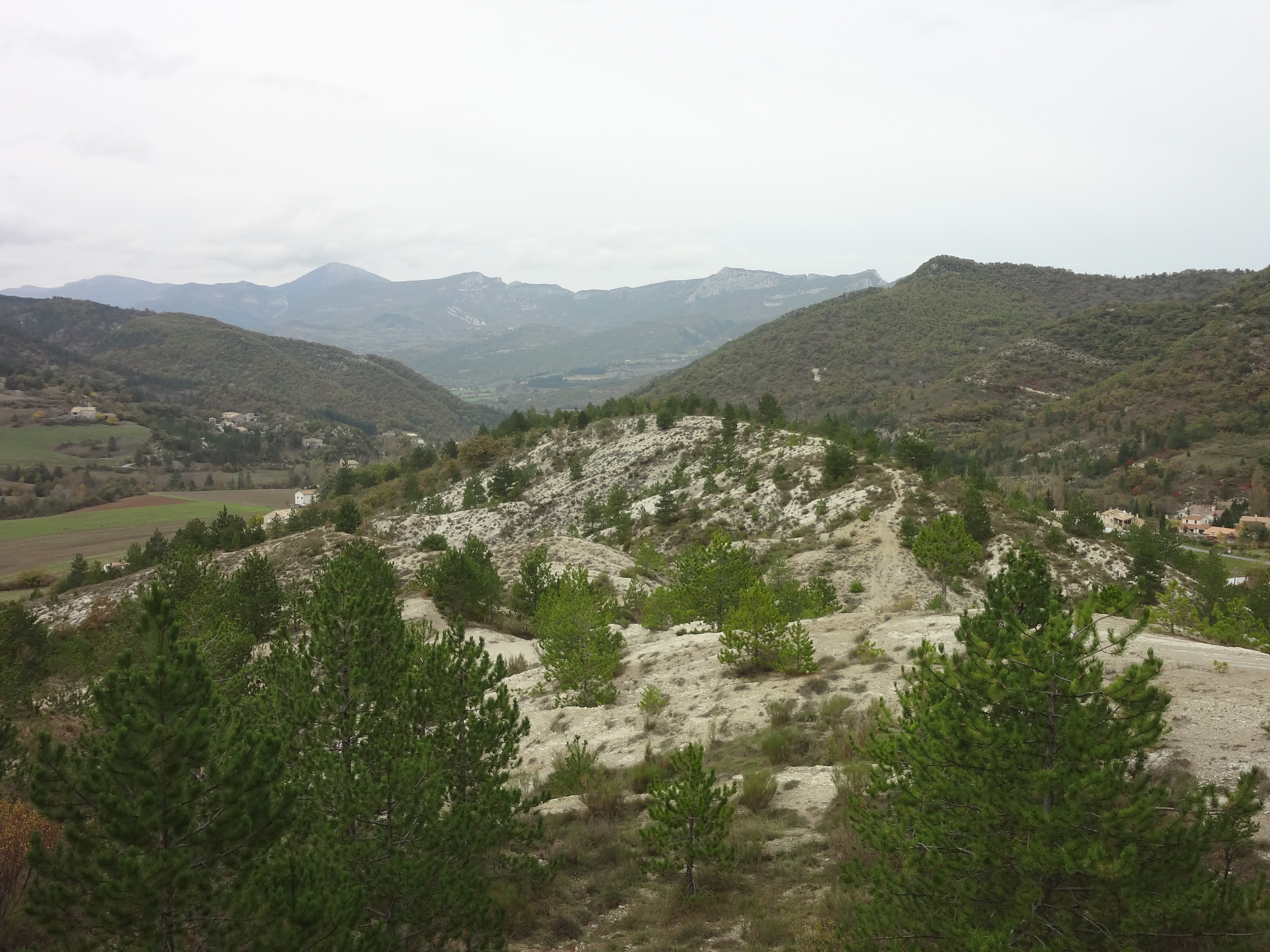
Versant ouest de la colline Saint-Honorat, complètement érodé.

Les roches dominantes à Valbelle sont les calcaires urgoniens à l’ubac, avec peu de marnes et d’argiles.

### Relief

Situation de Valbelle au Nord-Est de la Montagne de Lure

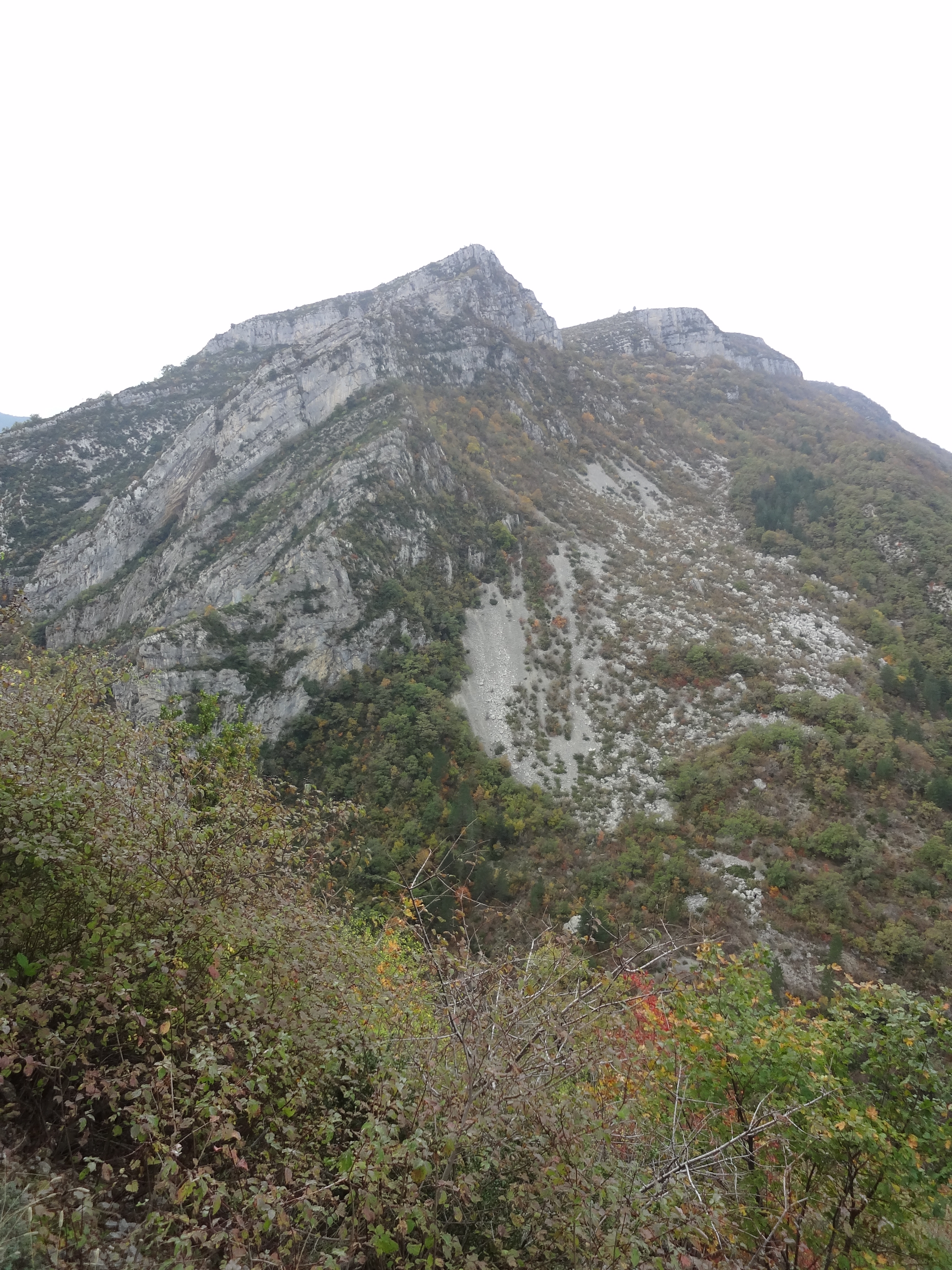
La Montagne de Sumiou.

Le point le plus bas de la commune se trouve dans la vallée du Jabron, à 494 m d’altitude, avec une étroite plaine autour de 510 m d’altitude. La commune se trouve en rive droite du torrent.
La vallée de Valbelle est séparée de celle du Jabron par deux collines culminant à 850 m pour celle de l’ouest, et à 773 m pour la montagne de Saint-Michel, à l’est, qui est reliée à la crête de Chapage, terminaison nord-est de la montagne de Lure. La commune occupe un cirque naturel fermé à l’est et au sud par la montagne de Lure, dont la crête monte de 1 000 m environ au nord, à 1 656 m d’altitude. Cette longue crête ne compte qu’un sommet notable, le Cairn 2000, à 1 594 m, dans la commune de Cruis mais proche de la limite avec Valbelle et visible depuis la vallée de Valbelle. La montagne de Sumiou coupe ce cirque en deux, selon un axe est-ouest et à 1 402 m d’altitude maximale. Son versant nord comporte plusieurs secteurs abrupts, notamment la barre des Rochers du Pas des Portes, à l’ouest, le Pas de Sumiou et le site de la chapelle Saint-Pons à l’est.
La montagne de Lure est franchie, sur le territoire de Valbelle, par trois cols principaux, d’ouest en est, :
- le Pas de la Graille, emprunté par la RD 53 et l’ancien chemin de Frère Jean, à 1 597 m d’altitude ;
- le Pas de la Croix, à 1 502 m, emprunté par un chemin pédestre ;
- le Pas de Jean Richaud, à 1 441 m, est emprunté par le sentier de grande randonnée GR 6.

La montagne de Sumiou est franchie par le Pas de Sumiou, à 1 050 m.

### Hydrographie

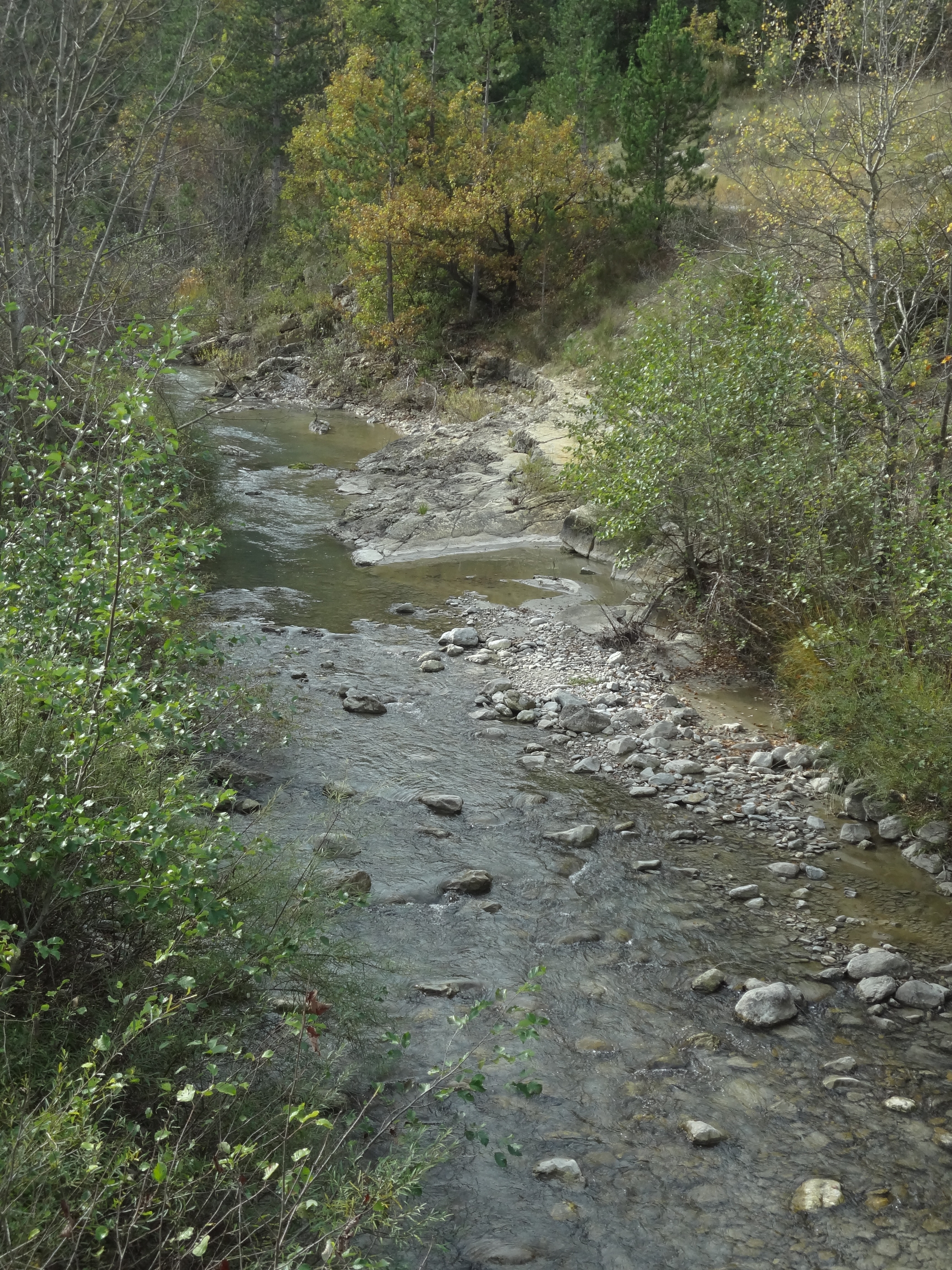
La Biaïsse.

La vallée entre la montagne de Sumiou et la montagne de Lure est drainée par le Ravin du Grand Vallon, qui devient le Riou Sec en franchissant la montagne de Sumiou, puis la Biaïsse. Celle-ci draine toute la vallée de Valbelle,.
Elle reçoit le Ressouvau (en rive droite), puis le ravin de Bonnet et le Riou Brun (rive gauche). Une partie de son cours est déviée pour alimenter un canal d’irrigation (rive gauche).

### Environnement

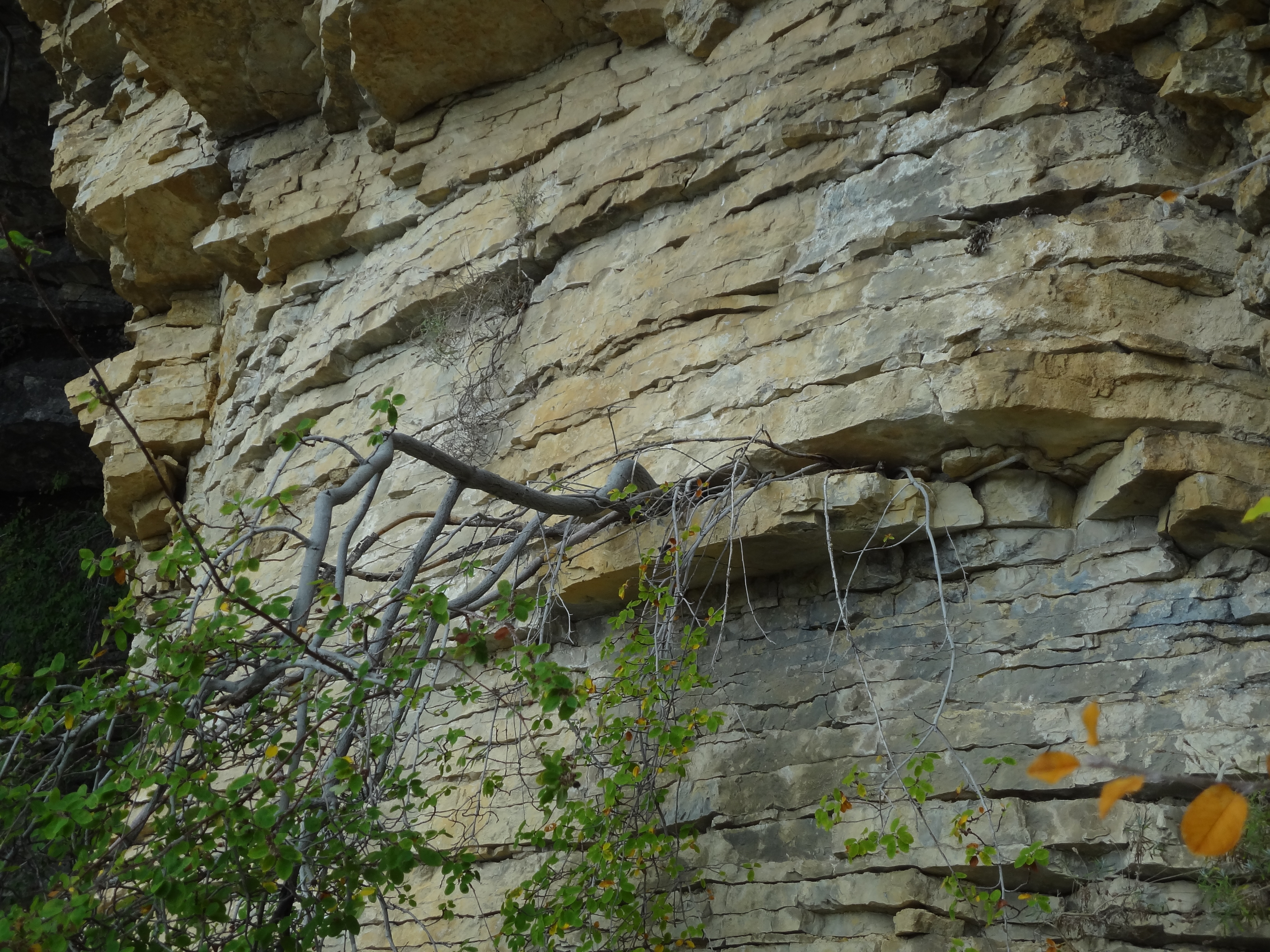
Arbre enracinés directement dans une faille du rocher, sur le versant nord de la montagne de Sumiou (site de la chapelle Saint-Pons).

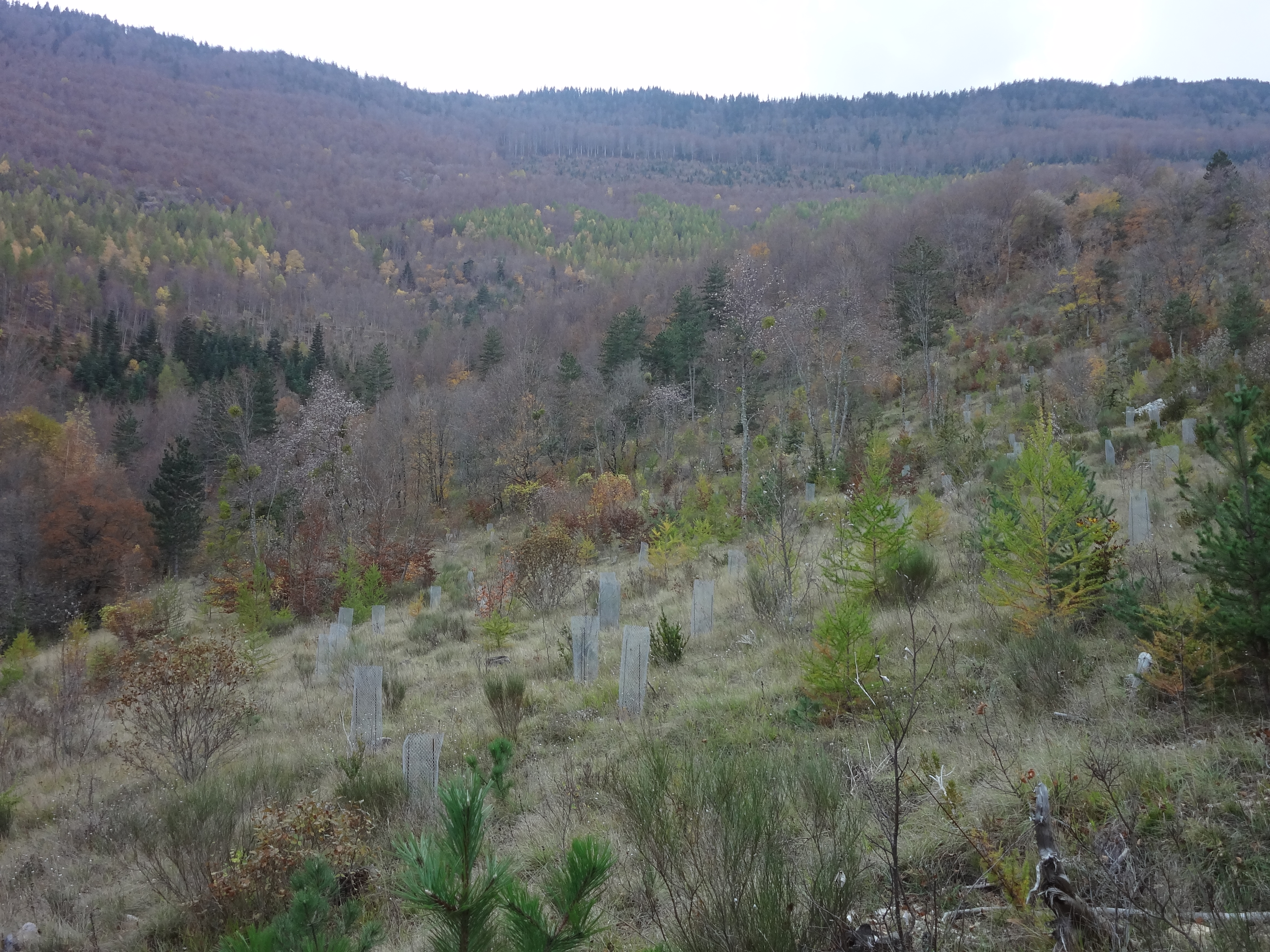
Parcelle replantée.

La commune compte 1 692 ha de bois et forêts, soit 51 % de sa superficie. La plus importante est la forêt domaniale du Jabron.
Les efforts de reboisement entrepris à partir de 1896 sont poursuivis aujourd’hui (voir ci-contre).

### Transports
La commune est desservie par la route départementale RD 53, qui part au nord de la départementale RD 946, ancienne route nationale 546. Elle franchit le Pas de la Graille depuis 1949 et rejoint au sud la station de Lure. Elle devient ensuite la RD 113,.

### Risques majeurs
Aucune des 200 communes du département n'est en zone de risque sismique nul. Le canton de Noyers-sur-Jabron auquel appartient Valbelle est en zone 1a (sismicité très faible mais non négligeable) selon la classification déterministe de 1991, basée sur les séismes historiques, et en zone 3 (risque modéré) selon la classification probabiliste EC8 de 2011. La commune de Valbelle est également exposée à quatre autres risques naturels :
- avalanche ;
- feu de forêt ;
- inondation (dans la vallée du Jabron) ;
- mouvement de terrain.

La commune de Valbelle n’est exposée à aucun des risques d’origine technologique recensés par la préfecture et aucun plan de prévention des risques naturels prévisibles (PPR) n’existe pour la commune ; le Dicrim n’existe pas non plus.

### Hameaux
Les trois hameaux des Escoffiers, des Richaud et des Tourniaires se rejoignent actuellement pour former un village.

### Toponymie
Le nom du village, tel qu’il apparaît la première fois en 1204 (de Vallebella), vient de l’occitan, désignant une belle, ou grande vallée. L’ancien nom du village apparaît en 1419 dans les textes (Turris Beoncii). Pour le changement de nom, voir la section Histoire.
De nombreux toponymes de Valbelle font référence au relief montagneux : on a ainsi le Bois de la Coste ; Serre Chardan (le serre étant une crête). En occitan de Lure, le casset est un petit éboulis : sur l’ubac de Lure, un ravin prend son nom du Petit Casset qui le domine. Le Frache du Pin est une zone calcaire constellée de trous, l’érosion ayant causé des effondrements. La source du Gravas fait référence à une zone recouverte par les graviers arrachés à la montagne par les eaux pluviales, phénomène d’érosion facilité par la déforestation intense.
L’eau a également façonné le paysage : le lieu-dit l’Iscle est aujourd’hui en bordure du Jabron. Il désigne à l’origine une île instable formée dans le cours des rivières au lit tressé et au régime torrentiel. Le ravin de Font de Laba tire son nom d’une source (font), on a aussi la source Reihe.
La Rouyère sur le flanc sud de la montagne de Sumiou fait référence aux chênes blancs qui y poussent, le Bois de la Fayée sur l’adret de Lure à la hêtraie naturelle.
L’élevage ovin a occasionné de nombreux toponymes : le Jas (la bergerie) tout simplement, mais aussi le Jas de Richaud, le Jas des Bailles. La bergerie la Graille est la bergerie de la corneille (voir aussi le col nommé le Pas de la Graille, au-dessus de cette bergerie). Les clos (Clos de Moune, le Clos des Vaches) sont des champs épierrés, et dont les pierres ont servi à la construction d’une clôture en pierre sèche. Le Moulin Bas, la Tuilière (terme provençal pour tuilerie, qui atteste une création antérieure à 1700) sont d’autres traces de l’activité de transformation humaine, comme le ravin des Charbonniers rappelle l’activité des charbonniers, nombreux au XIXe siècle et au début du XXe siècle.

### Climat
Pour des articles plus généraux, voir Climat de Provence-Alpes-Côte d'Azur et Climat des Alpes-de-Haute-Provence.
En 2010, le climat de la commune est de type climat méditerranéen altéré, selon une étude du Centre national de la recherche scientifique s'appuyant sur une série de données couvrant la période 1971-2000. En 2020, Météo-France publie une typologie des climats de la France métropolitaine dans laquelle la commune est exposée à un climat de montagne ou de marges de montagne et est dans la région climatique Alpes du sud, caractérisée par une pluviométrie annuelle de 850 à 1 000 mm, minimale en été.
Pour la période 1971-2000, la température annuelle moyenne est de 10,3 °C, avec une amplitude thermique annuelle de 16,9 °C. Le cumul annuel moyen de précipitations est de 938 mm, avec 6,9 jours de précipitations en janvier et 4,4 jours en juillet. Pour la période 1991-2020, la température moyenne annuelle observée sur la station météorologique de Météo-France la plus proche, « Sisteron », sur la commune de Sisteron à 7 km à vol d'oiseau, est de 12,1 °C et le cumul annuel moyen de précipitations est de 835,0 mm. 
La température maximale relevée sur cette station est de 41 °C, atteinte le 28 juin 2019 ; la température minimale est de −18 °C, atteinte le 12 janvier 2010,,.
Les paramètres climatiques de la commune ont été estimés pour le milieu du siècle (2041-2070) selon différents scénarios d'émission de gaz à effet de serre à partir des nouvelles projections climatiques de référence DRIAS-2020. Ils sont consultables sur un site dédié publié par Météo-France en novembre 2022.

## Urbanisme

### Typologie
Au 1er janvier 2024, Valbelle est catégorisée commune rurale à habitat dispersé, selon la nouvelle grille communale de densité à 7 niveaux définie par l'Insee en 2022.
Elle est située hors unité urbaine. Par ailleurs la commune fait partie de l'aire d'attraction de Sisteron, dont elle est une commune de la couronne,. Cette aire, qui regroupe 21 communes, est catégorisée dans les aires de moins de 50 000 habitants,.

### Occupation des sols
L'occupation des sols de la commune, telle qu'elle ressort de la base de données européenne d’occupation biophysique des sols Corine Land Cover (CLC), est marquée par l'importance des forêts et milieux semi-naturels (89 % en 2018), une proportion sensiblement équivalente à celle de 1990 (89,1 %). La répartition détaillée en 2018 est la suivante : 
forêts (61,1 %), milieux à végétation arbustive et/ou herbacée (25,7 %), zones agricoles hétérogènes (11 %), espaces ouverts, sans ou avec peu de végétation (2,2 %).
L'évolution de l’occupation des sols de la commune et de ses infrastructures peut être observée sur les différentes représentations cartographiques du territoire : la carte de Cassini (XVIIIe siècle), la carte d'état-major (1820-1866) et les cartes ou photos aériennes de l'IGN pour la période actuelle (1950 à aujourd'hui).

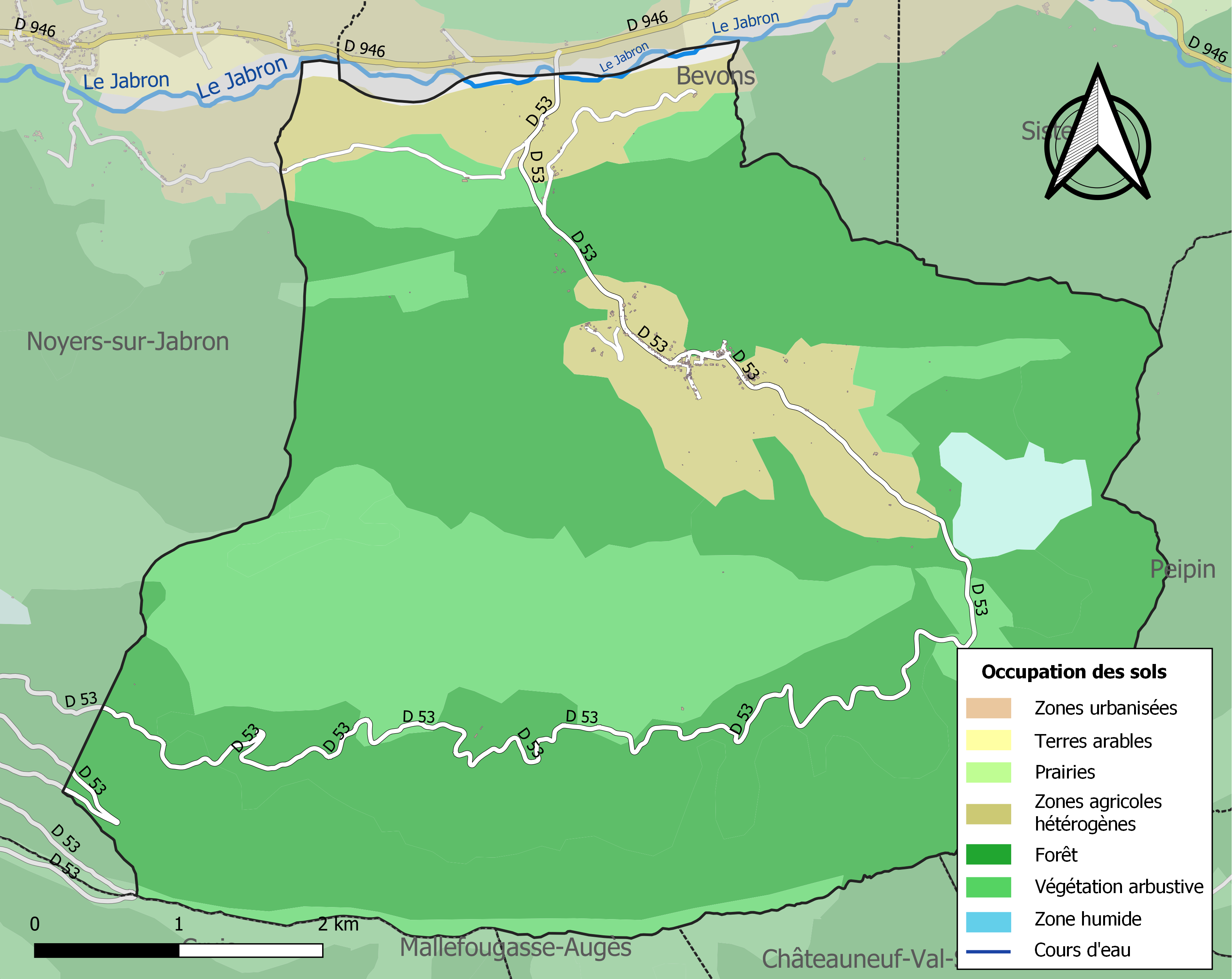
Carte de l'occupation des sols de la commune en 2018 (CLC).

### Agriculture

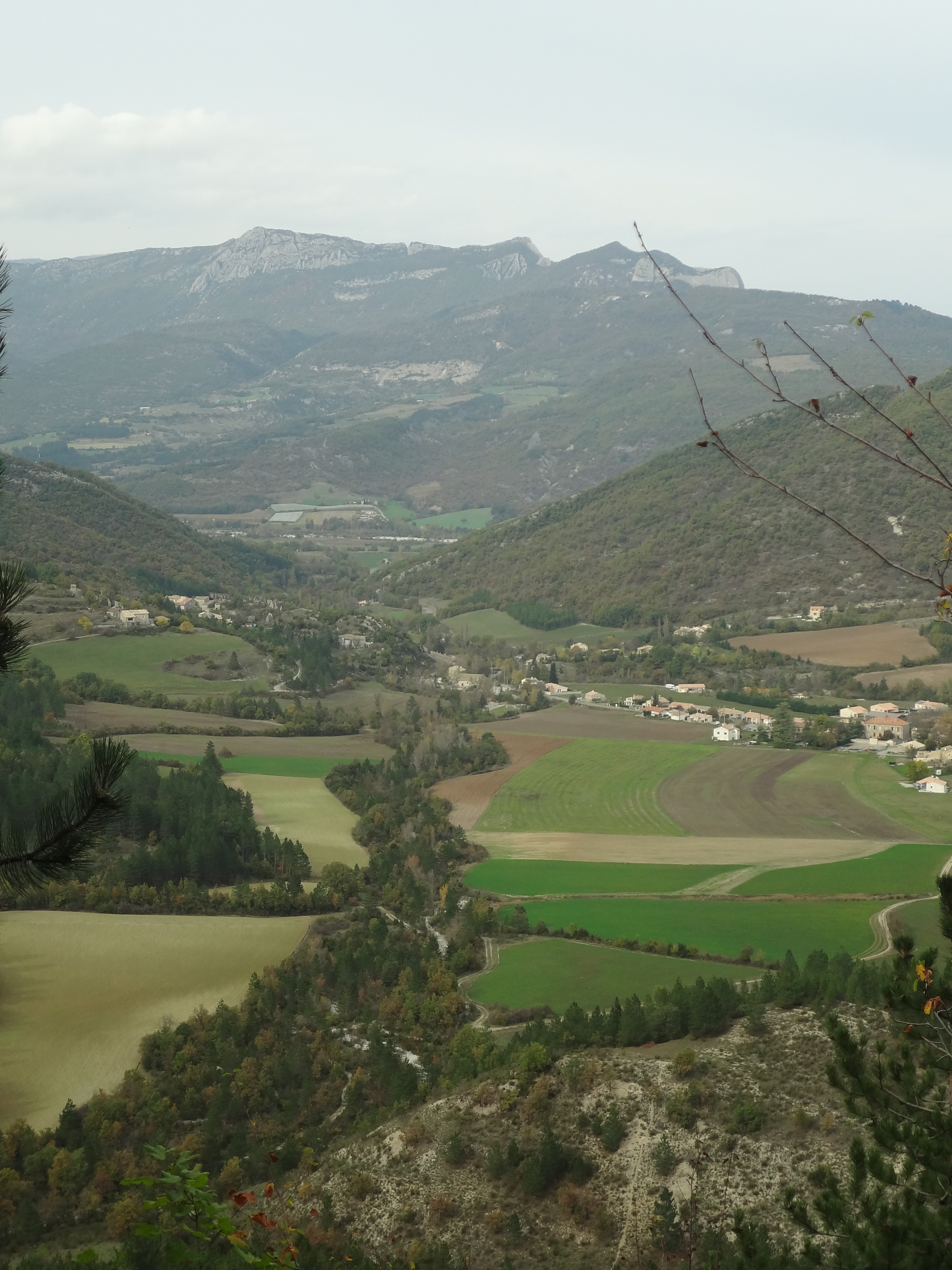
À Valbelle, l’agriculture se concentre sur le fond de vallée et le bas des versants. Les ruptures de pente sont abandonnées à la forêt, ainsi que les pentes les plus fortes.

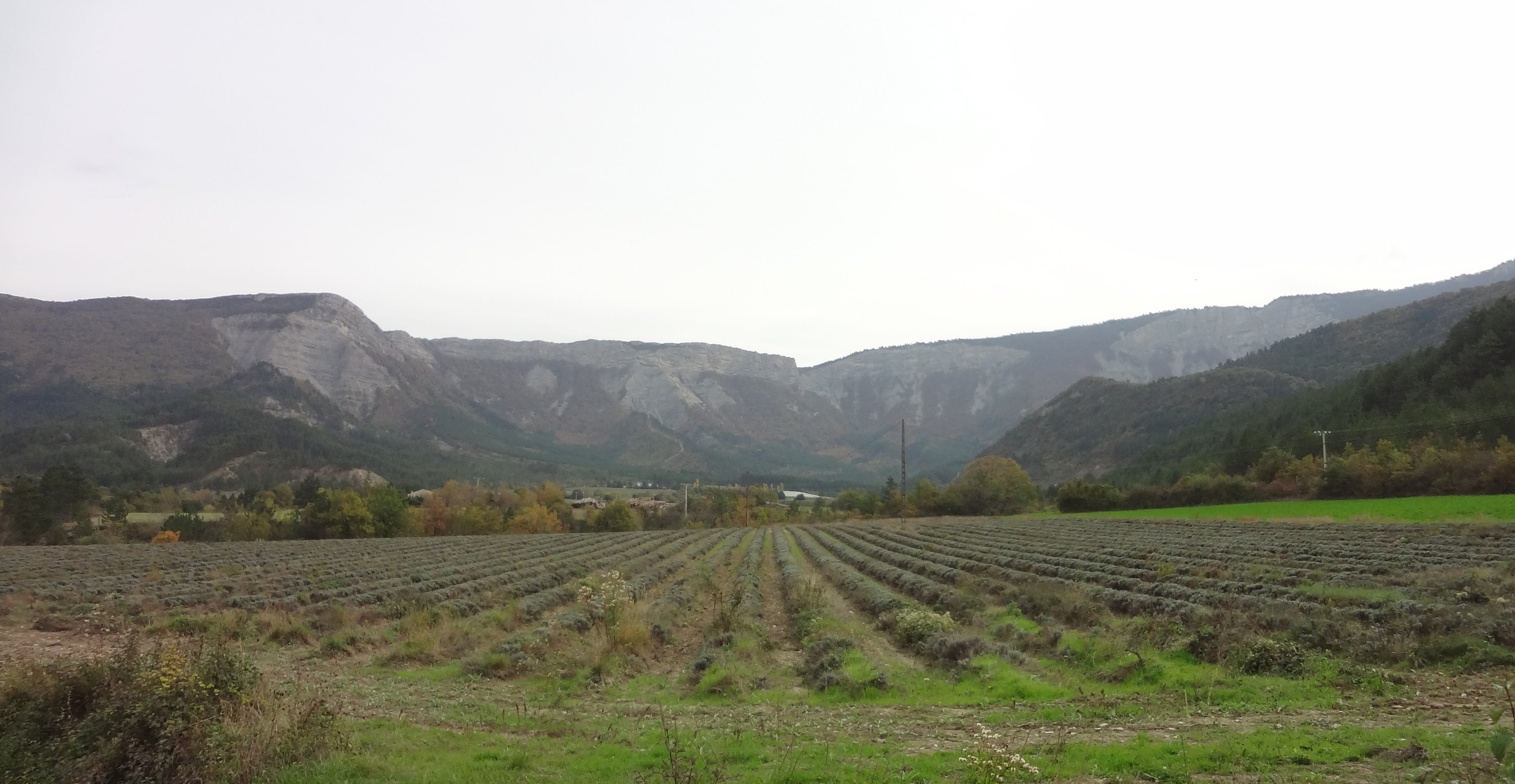
Champ de lavande.

## Histoire

### Préhistoire et Antiquité

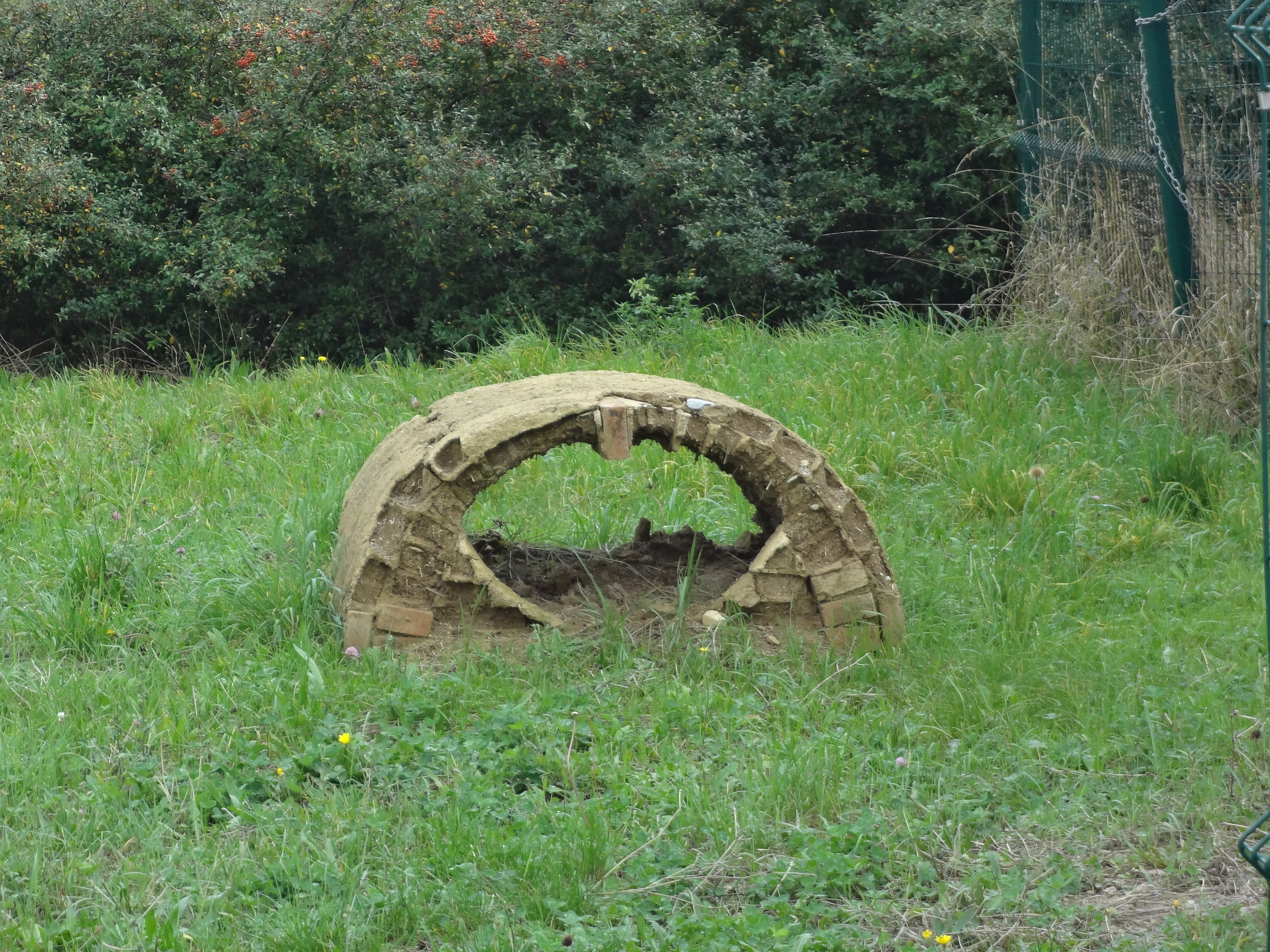
Voûte du four de potier gallo-romain.

Les grottes des Peyrourets ont été fréquentées au Néolithique,. Des découvertes archéologiques attestent de la fréquentation de Valbelle à l’âge du bronze.
Dans l’Antiquité, le territoire de la commune fait partie de celui des Sogiontiques (Sogiontii), qui peuplent la montagne de Lure, en étant fédérés aux Voconces. Après la Conquête (en 125-122 av. J.-C.), ils sont rattachés avec eux à la province romaine de Narbonnaise. Au IIe siècle, ce peuple est détaché des Voconces et forme une civitas distincte, avec pour capitale Segustero (Sisteron). À l’époque gallo-romaine, un atelier de potiers était actif sur la commune.

### Moyen Âge
Alors que le Sud-Est de la Gaule était une terre burgonde, le roi des Ostrogoths Théodoric le Grand fait la conquête de la région entre la Durance, le Rhône et l’Isère en 510. La commune dépend donc brièvement à nouveau de l’Italie, jusqu’en 526. En effet, pour se réconcilier avec le roi burgonde Gondemar III, la régente ostrogothe Amalasonthe lui rend ce territoire.
La communauté, citée en 1274 et en 1419, s’appelait la Tour de Bevons. Elle relevait de la baillie de Sisteron. Les détenteurs du fief sont les Mévouillon (XIIIe siècle-XIVe siècle), puis les d’Oraison aux XVe et XVIe siècles.
La communauté médiévale de Quinson (signalée en 1274), était établie sur la crête de Chapage, au nord-est du cirque de Valbelle. Elle comptait 11 feux au dénombrement de 1315, mais est fortement dépeuplée par la crise du XIVe siècle (Peste noire et guerre de Cent Ans). Inhabitée en 1371, elle est annexée par celle de la Tour de Bevons au XVe siècle.
Deux autres fiefs se trouvaient sur l’actuel territoire de la commune de Valbelle : la Cheylanne,, et le fief de Saint-Pons (cité en 1207).
Au Moyen Âge, les églises des communautés de la Tour et de Quinson dépendaient de la collégiale de Cruis, qui percevait les revenus attachés à ces églises,. Comme toutes les communautés de la vallée du Jabron, celle de la Tour de Bevons (renommée ensuite Valbelle) avait le privilège de ne pas payer la queste aux comtes de Provence (puis à leurs  successeurs, les rois de France) jusqu'à la Révolution.

### Temps modernes

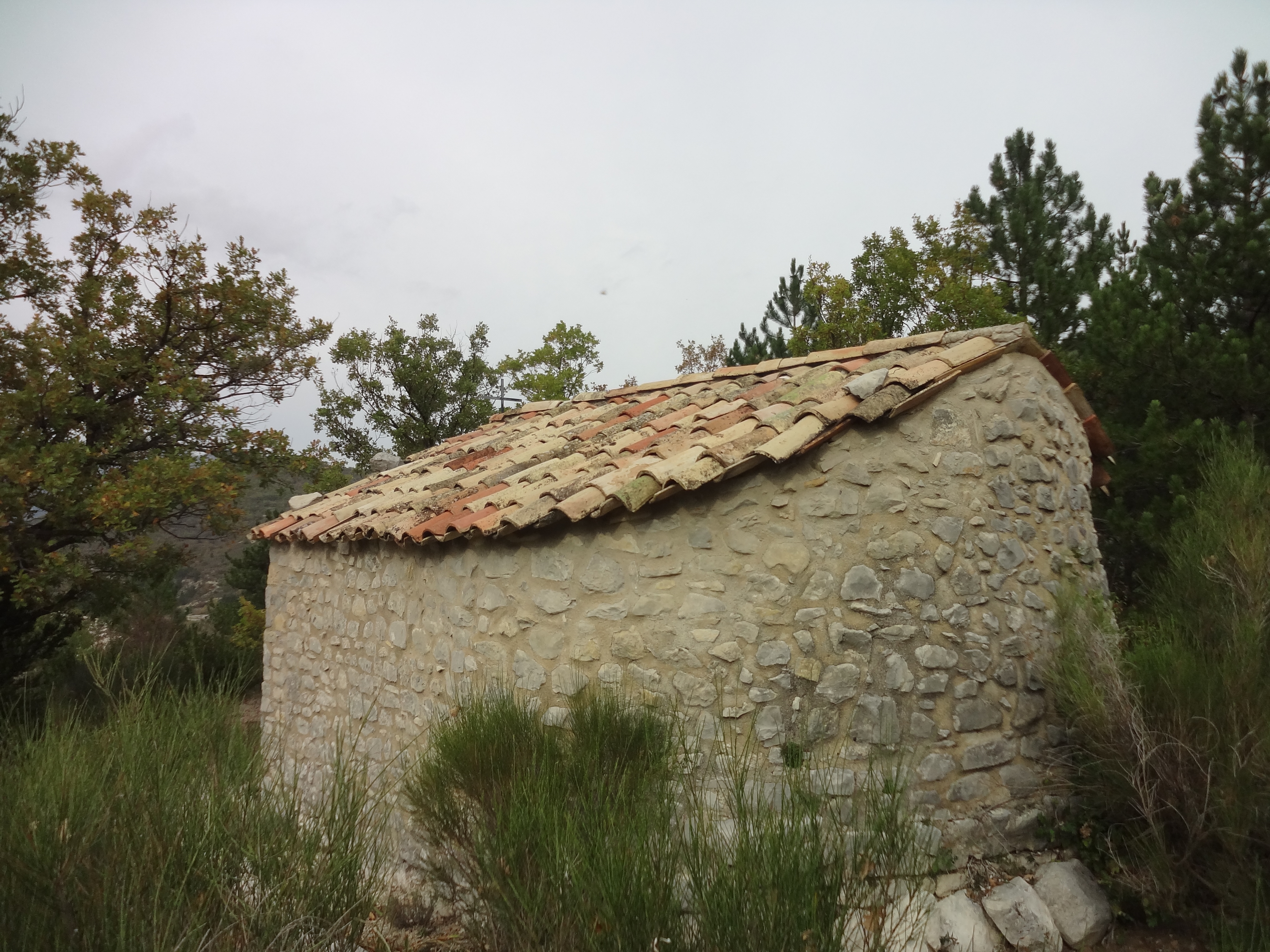
La minuscule chapelle Saint-Honorat a abrité un ermite au XVIIIe siècle.

Probablement au XVIe, le village de Valbelle, établi sur une hauteur (où se trouvent deux tours en ruines), est abandonné et détruit pour gagner l’emplacement actuel.
Les nouveaux seigneurs de la Tour de Bevons, les Valbelle, acheteurs du fief en 1680 et qui tirent leur nom de leur seigneurie dans l’actuel Var, obtiennent son changement de nom en 1687,,. Les Valbelle conservent le fief jusqu’à la Révolution,.
Depuis le Moyen Âge, l’itinéraire dit chemin de Frère Jean était très fréquenté. Il franchit toujours Lure au Pas de la Graille, et rejoint Noyers-sur-Jabron par le Pas des Portes. Il reste jusqu’à la fin du XIXe siècle le principal point de passage pour la moitié est de la montagne. Mais les cols utilisés pour relier Valbelle au versant sud de la montagne de Lure étaient surtout le Pas de Jean Richaud et le Pas de la Croix.

### Époque contemporaine

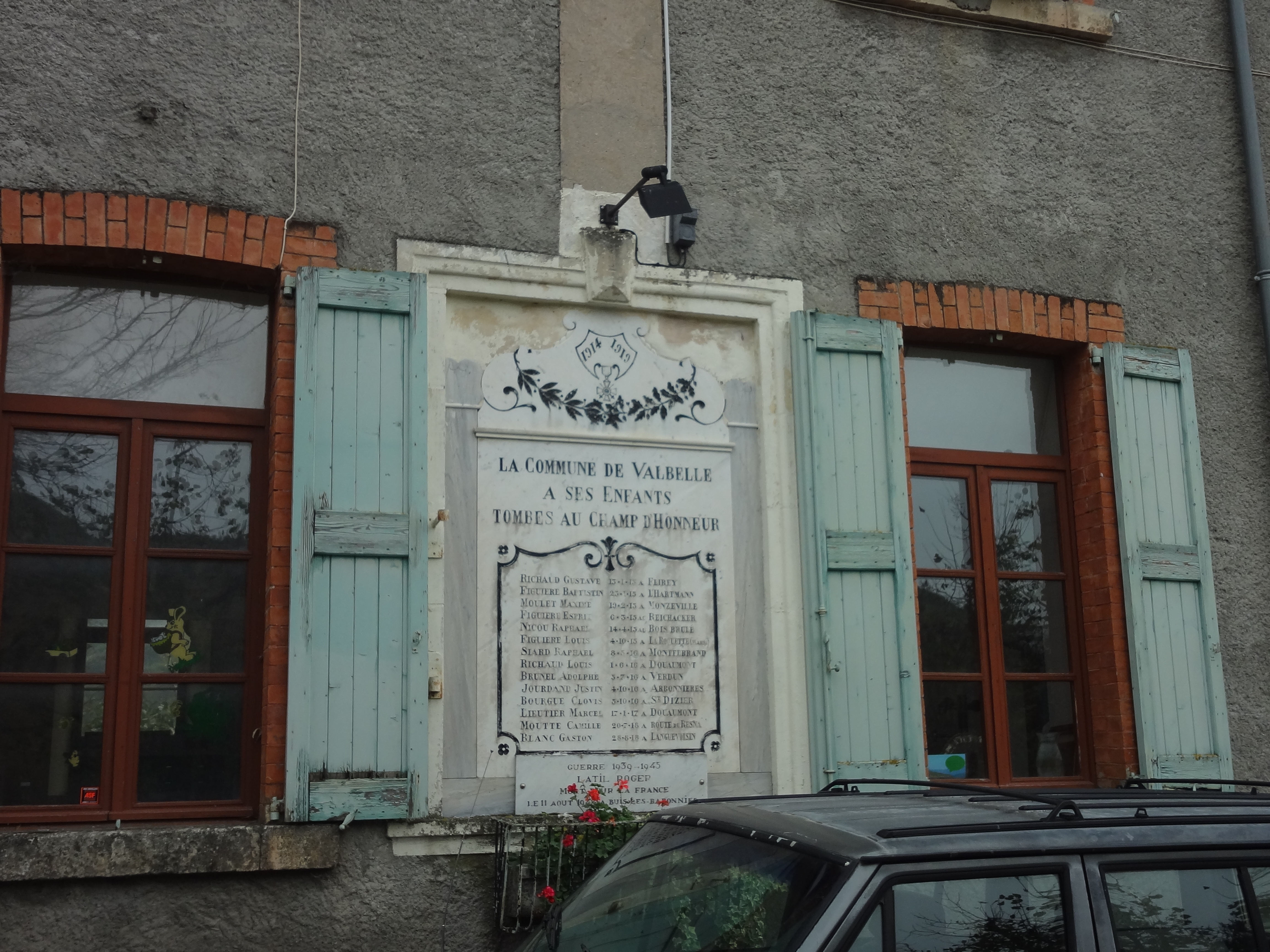
Plaque commémorative des morts de la Première Guerre mondiale.

Le coup d'État du 2 décembre 1851 commis par Louis-Napoléon Bonaparte contre la Deuxième République provoque un soulèvement armé dans les Basses-Alpes, en défense de la Constitution. Après l’échec de l’insurrection, une sévère répression poursuit ceux qui se sont levés pour défendre la République : 7 habitants de Valbelle sont traduits devant la commission mixte, la peine la plus courante étant la déportation en Algérie.
En 1863, Valbelle est la seule commune de la  vallée du Jabron à ne compter aucune école. Ce n’est qu’avec les lois Jules Ferry qu’elle construit son école.
L’électrification du village se fait en 1935 par raccordement au réseau national, les écarts et hameaux étant reliés plus tard.
Jusqu’au milieu du XXe siècle, la vigne était cultivée à Valbelle. Plusieurs dizaines d’hectares produisaient un vin destiné à l’autoconsommation et à la vente sur les marchés locaux, Sisteron constituant le principal débouché. Cette culture est aujourd’hui abandonnée.

## Politique et administration

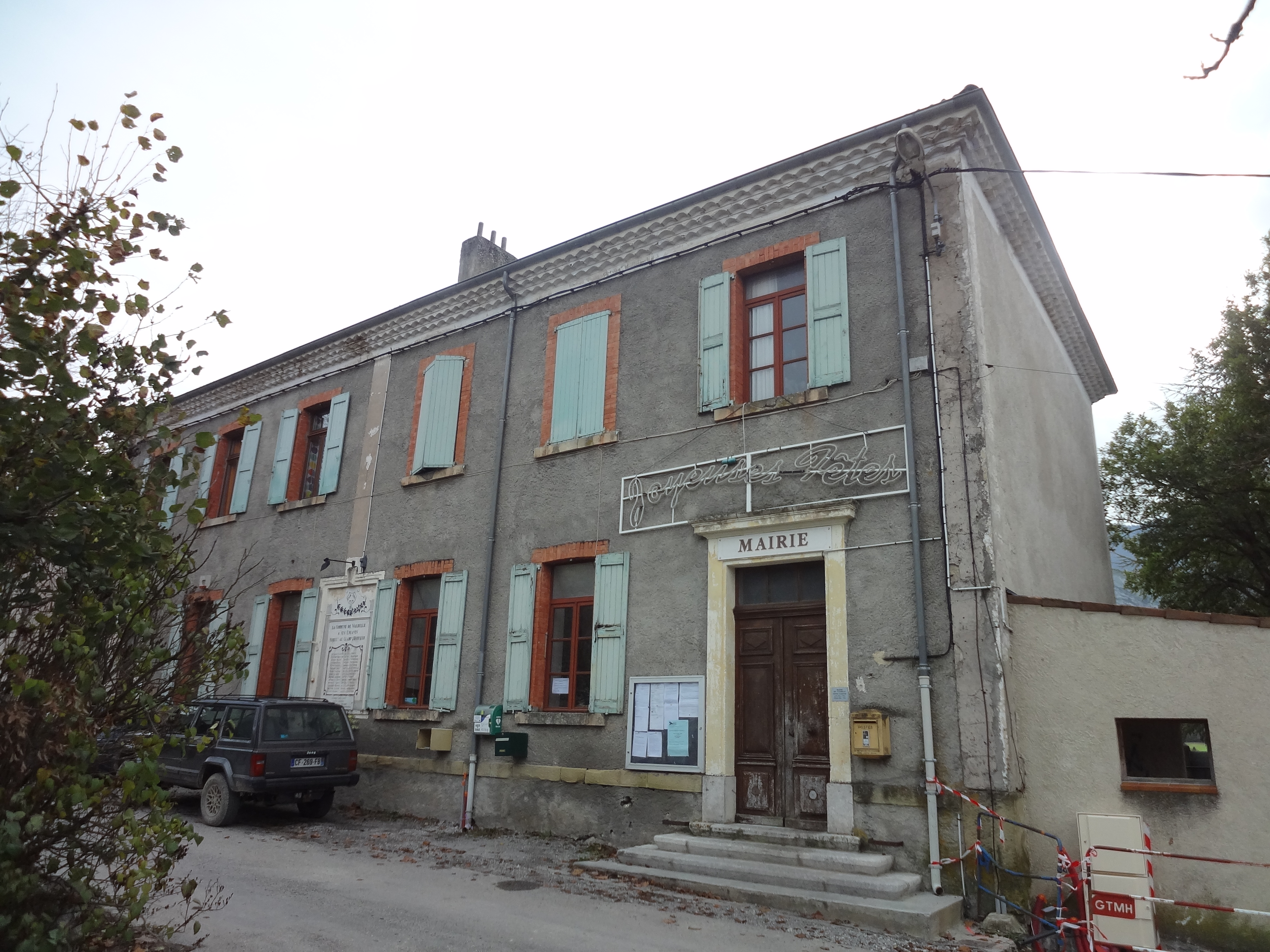
Mairie de Valbelle.

### Municipalité
| Période                                  | Période                       | Identité           | Étiquette | Qualité                                                                  |
| ---------------------------------------- | ----------------------------- | ------------------ | --------- | ------------------------------------------------------------------------ |
| mai 1945                                 |                               | Léon Esprit        |           |                                                                          |
|                                          |                               |                    |           |                                                                          |
| 1977 (?)                                 |                               | Jean Latil         | PS        |                                                                          |
| avant 2005                               | En cours (au 21 octobre 2014) | Pierre-Yves Vadot, | PS        | Professeur Conseiller général du canton de Noyers-sur-Jabron (2004-2015) |
| Les données manquantes sont à compléter. |                               |                    |           |                                                                          |

### Intercommunalité
Valbelle fait partie:
- de 2002 à 2017, de la communauté de communes de la Vallée du Jabron ;
- depuis le 1er janvier 2017, de la communauté de communes Jabron Lure Vançon Durance.

### Enseignement

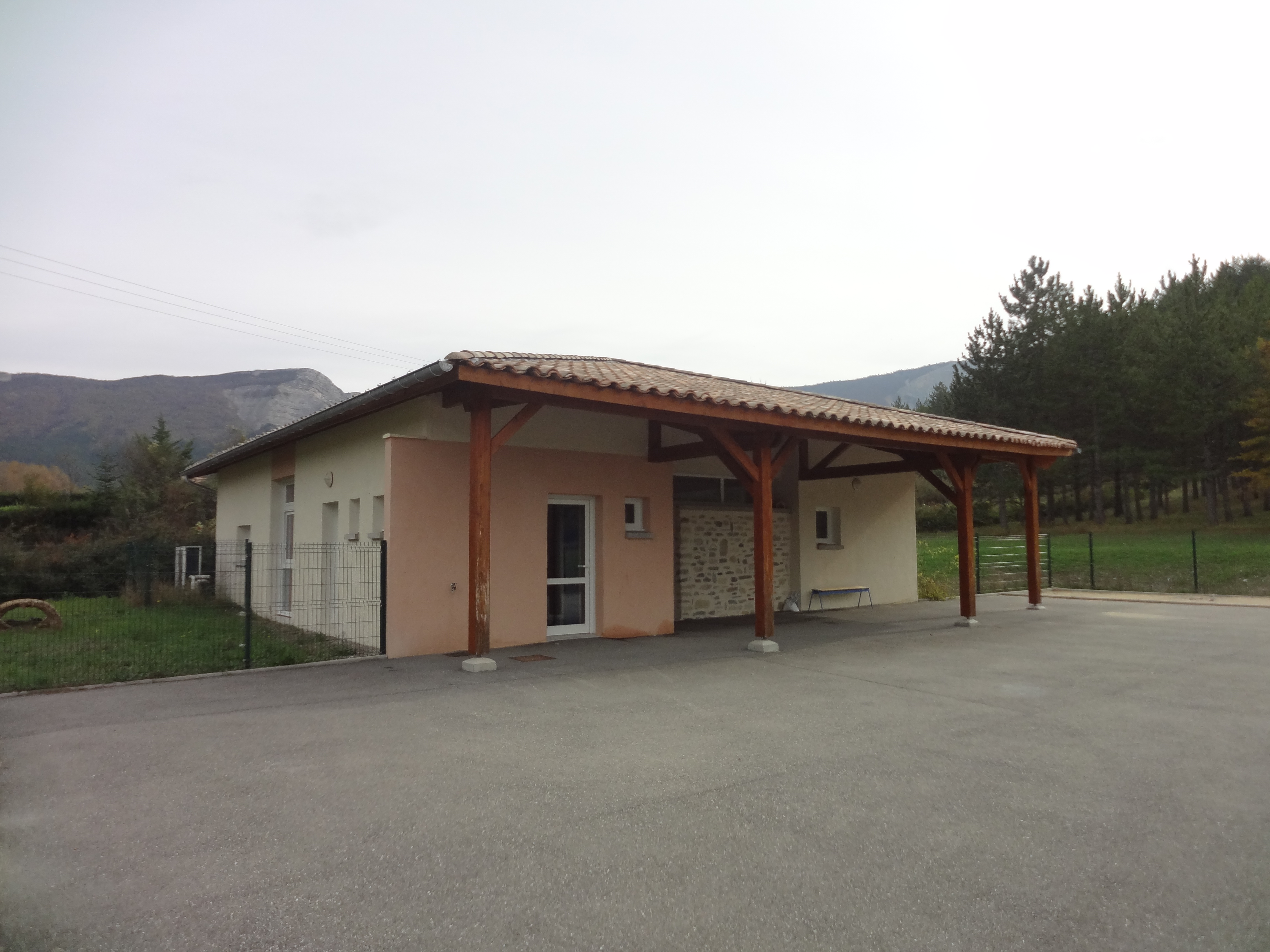
École moderne de Valbelle.

La commune est dotée d’une école primaire.

### Jumelages
| Valbelle Montesegale |

- Montesegale  (Italie) depuis 1999[52].

## Population et société

### Démographie
L'évolution du nombre d'habitants est connue à travers les recensements de la population effectués dans la commune depuis 1765. Pour les communes de moins de 10 000 habitants, une enquête de recensement portant sur toute la population est réalisée tous les cinq ans, les populations de référence des années intermédiaires étant quant à elles estimées par interpolation ou extrapolation. Pour la commune, le premier recensement exhaustif entrant dans le cadre du nouveau dispositif a été réalisé en 2005.
En 2022, la commune comptait 239 habitants, en évolution de −14,03 % par rapport à 2016 (Alpes-de-Haute-Provence : +2,84 %, France hors Mayotte : +2,11 %).
| 1765 | 1793 | 1800 | 1806 | 1821 | 1831 | 1836 | 1841 | 1846 |
| ---- | ---- | ---- | ---- | ---- | ---- | ---- | ---- | ---- |
| 673  | 715  | 835  | 700  | 810  | 674  | 784  | 778  | 699  |

| 1851 | 1856 | 1861 | 1866 | 1872 | 1876 | 1881 | 1886 | 1891 |
| ---- | ---- | ---- | ---- | ---- | ---- | ---- | ---- | ---- |
| 602  | 594  | 526  | 505  | 493  | 504  | 401  | 383  | 371  |

| 1896 | 1901 | 1906 | 1911 | 1921 | 1926 | 1931 | 1936 | 1946 |
| ---- | ---- | ---- | ---- | ---- | ---- | ---- | ---- | ---- |
| 318  | 327  | 294  | 267  | 180  | 165  | 145  | 138  | 132  |

| 1954 | 1962 | 1968 | 1975 | 1982 | 1990 | 1999 | 2005 | 2006 |
| ---- | ---- | ---- | ---- | ---- | ---- | ---- | ---- | ---- |
| 117  | 87   | 98   | 96   | 121  | 156  | 214  | 238  | 232  |

| 2010 | 2015 | 2020 | 2022 | - | - | - | - | - |
| ---- | ---- | ---- | ---- | - | - | - | - | - |
| 240  | 271  | 239  | 239  | - | - | - | - | - |

Valbelle comptait 15 feux en 1471.
L'histoire démographique de Valbelle, après la grande saignée du XIVe siècle et la lente croissance allant de la fin du XVe siècle aux années 1830, est marquée par une période d'« étale » où la population reste stable à un niveau élevé. Cette période dure de 1811 à 1841. L'exode rural provoque un mouvement de diminution de longue durée, et rapide. En 1891, la commune avait perdu plus de la moitié de sa population. Le mouvement de perte s'est poursuivi jusqu'aux années 1960. Depuis, on assiste à un mouvement inverse.

### Santé
La commune ne dispose pas d'établissement public ou libéral de santé. Le Centre Hospitalier le plus proche est celui de Sisteron. L'association La Vallée sans Portes assure le transport des personnes ayant besoin d'une consultation vers l'hôpital de Sisteron.

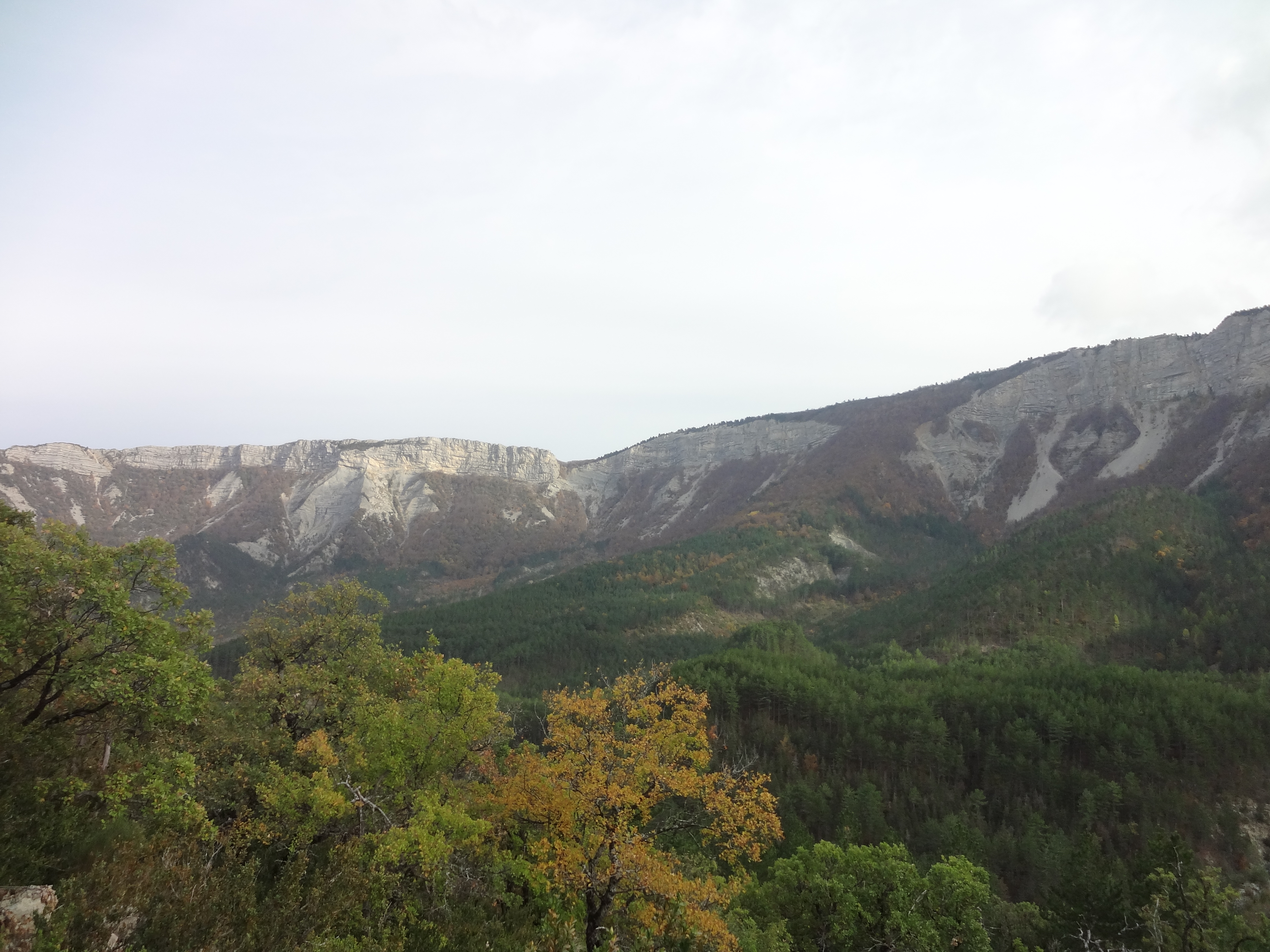
Vue partielle du cirque de Valbelle.

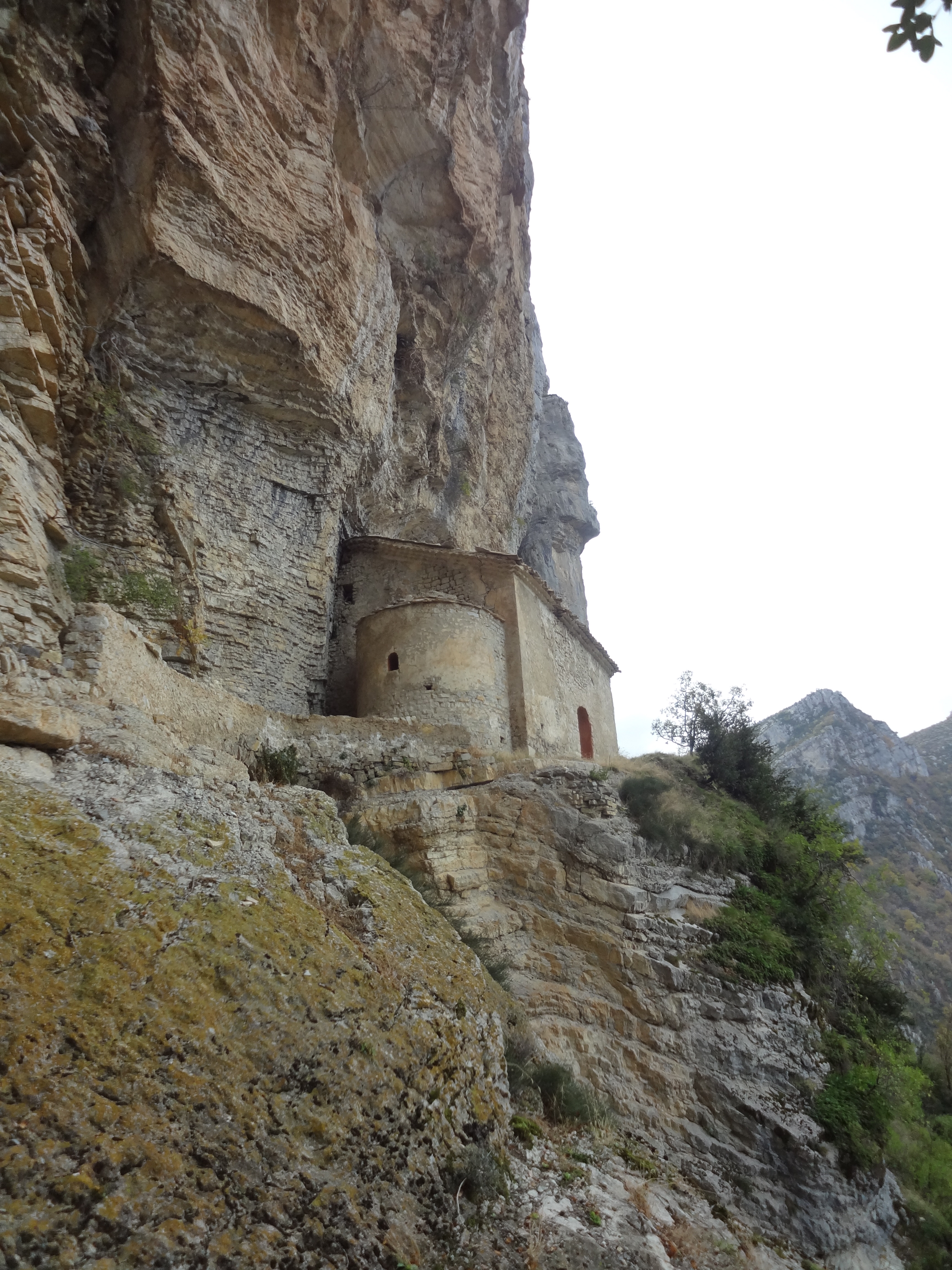
Chapelle rupestre Saint-Pons

## Lieux et monuments

### Sites
Le cirque de Valbelle fait partie des sites naturels attachants de la montagne de Lure, selon Guy Barruol.
La caverne des Peyrourets se trouve sur le haut du versant nord de la montagne de Sumiou.

### Monuments
La tour Vieille, tour qui donnait son nom au fief avant 1687 est actuellement en ruines. Située sur l’éperon qui contrôle le resserrement de celle de la Biaisse, par lequel on accède à la vallée de Valbelle, elle domine également la vallée du Jabron. Les ruines datent du XIIIe siècle. Elle est abandonnée depuis le XVIe siècle.

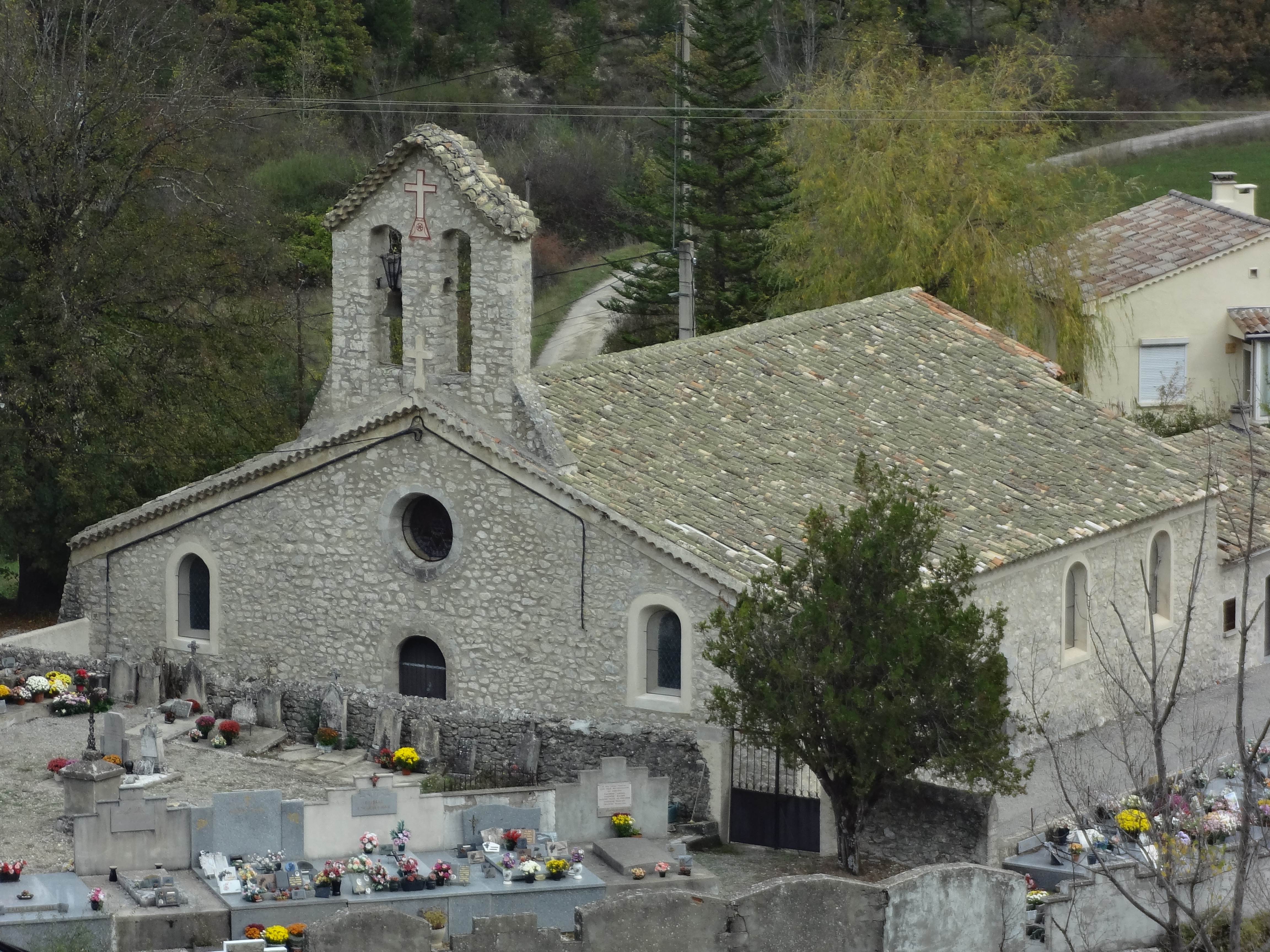
Église paroissiale.

L’église paroissiale, placé sous l’invocation du saint Sauveur et le patronage de saint Pons, est construite du XVe siècle au XVIIe siècle dans un style roman tardif. Elle compte au total quatre travées, dont une pour le chœur siècle, voûtées en berceau brisé. Deux bas-côtés voûtés de la même façon encadrent la nef ; l’abside est du XIIe et les cloches sont placées dans un campenard.
La chapelle Saint-Pons est difficile d’accès : on doit emprunter, après une ascension assez raide, un petit escalier et un pont. Le site où elle est établie est à la fois étonnant et féérique, selon Guy Barruol. Elle est établie sur une étroite terrasse, adossée à un escarpement vertigineux. Son abside, au bel appareil petit et régulier, ainsi que le chevet sont de la fin du XIe siècle. La nef, appuyée au rocher, date d’une reconstruction des années 1830-1840. Au total, la chapelle fait 10 mètres de long pour 5 de large ; un pèlerinage à saint Pons s’y rendait autrefois. Elle a été restaurée dans les années 2000.
À proximité immédiate, on trouve le trou de Saint-Pons auquel une légende est attachée.
La chapelle Saint-Honorat date elle du XVIIe siècle.

## Héraldique
| Blason de Valbelle | Blason  | De gueules à une tour crénelée d’or, maçonnée et ajourée de sable, adextrée de la lettre V d’or et senestrée de la lettre B, du même. |
| Blason de Valbelle | Détails | Le statut officiel du blason reste à déterminer.                                                                                      |